# Neptunea borealis
Neptunea borealis is een slakkensoort uit de familie van de Buccinidae. De wetenschappelijke naam van de soort is voor het eerst geldig gepubliceerd in 1850 door Philippi.